# Grevillea wilsonii
Espèce
Classification phylogénétique
Grevillea wilsonii, le grevillea de Wilson, est une espèce de plante de la famille des Proteaceae. Elle est endémique dans le sud-ouest de l'Australie-Occidentale en Australie.
C'est un arbuste de 1,5 mètre de haut sur autant de diamètre. Les fleurs, d'un rouge brillant noircissent en vieillissant et sont présentes de la fin de l'hiver au début de l'été (juillet à décembre).